# Parc naturel Mëllerdall
Le parc naturel Mëllerdall est un parc naturel à l'est du Grand-Duché de Luxembourg, dont il occupe environ 10 % du territoire, à l'est du pays.
Le parc naturel Mëllerdall constitue le troisième parc naturel du pays, dont le projet a été lancé en 1999, mais dont la création n'a été effective qu'avec un règlement grand-ducal adopté en février 2016. Situé dans la Petite Suisse luxembourgeoise sur une étendue de 295 km2, le parc comprend onze communes et environ 23 000 habitants. Il a été officiellement inauguré le 10 juin 2016 par le grand-duc Henri.
Les membres fondateurs sont l'État luxembourgeois et les communes :
- Nommern
- Fischbach
- Larochette
- Heffingen
- Beaufort
- Waldbillig
- Consdorf
- Bech
- Berdorf
- Echternach
- Rosport-Mompach (fusion de Rosport et Mompach en 2018)